# یونس یعقوب
یونس یعقوب (انگلیسی: Younes Yaqoub؛ زادهٔ ۱۴ مارس ۱۹۸۶) یک بازیکن فوتبال اهل قطر است.